# Острів Козлова
О́стрів Козло́ва (рос. Остров Козлова) — невеликий острів в затоці Петра Великого Японського моря. Знаходиться за 2,2 км на північний захід від острова Рейнеке та за 2,3 км на південний захід від острова Попова. Адміністративно належить до Первомайського району Владивостока Приморського краю Росії.

## Географія
Острів витягнутий з півночі та південь на 540 м, при максимальній ширині в 140 м. Східний берег стрімкіший, аніж західний, де знаходяться галькові пляжі. Попри малі розміри, острів вкритий густим лісом. Виняток становлять галявина на півночі та скелястий мис на півдні.